# ナーチトゥン
ナーチトゥン（Naachtún）は、グアテマラのペテン県北端のメキシコ国境近くにある古代マヤの遺跡。大規模な遺跡だが、組織的な発掘は21世紀になってから始まった。

## 遺跡
ナーチトゥンはエル・ミラドールの約20キロメートル東に位置する。ナーチトゥンという名前は「遠い石」を意味し、非常に辺鄙な場所にあったために発見者のシルヴェイナス・モーリーによって命名された。しかし古代においては古典期後期の二大国であるティカルとカラクムルの中間に位置し、戦略的に重要な都市であった。ナーチトゥンの建造物はティカル、カラクムル、リオ・ベック様式の3つの影響を受けている。
ナーチトゥンの建造物の周囲には防壁が張りめぐらされていた。壁は高いところでは4メートルに達する。古典期終末期のドス・ピラスの防壁のように急ごしらえで作られたものではなく、長い間要塞都市として機能したものと考えられる。
ナーチトゥンの位置するミラドール盆地では先古典期に都市が発達したが、ナーチトゥンは先古典期には小さな村に過ぎず、150年ごろにエル・ミラドールが崩壊した後に都市としての発達をはじめた。遺跡は東西に3つのグループから構成されるが、150年から250年までは西のグループCが中心地であり、250年から550年までは中央のグループAが、古典期後期の550年から850年までは東のグループBが中心地になった。
古典期前期の378年に中央マヤ低地はテオティワカンに関係するシヤフ・カックによる侵略を受けたが、2014年に発見された石碑24によって、ナーチトゥンがシヤフ・カックに従属していたことが明らかになった。
5世紀後半から6世紀はじめにかけてティカルと強い同盟関係にあったと考えられている。
6世紀半ば以降は北のカラクムルと同盟関係にあったが、8世紀になるとカラクムルの影響は失われた。グループBの石碑18にはナーチトゥンの女王がカラクムルの捕虜を踏みつける図が描かれている。
他のペテン地方の都市同様、ナーチトゥンは850年以前に放棄された。原因はよくわからないが旱魃か戦争によるものと推測されている。

### マーサル
ニコライ・グルーベは1999年にナーチトゥンを訪れて紋章文字の断片を発見した。この紋章文字により、グルーベはナーチトゥンが古代においてマーサルまたはマスールと呼ばれていたと考えたが、本当にナーチトゥンのことであるかはまだはっきりしない。
出所不明のヒスイの耳飾りには、マーサルがシヤフ・カックと関係が深くテオティワカンの王族と考えられる「投槍フクロウ」に従属していたことが記されている。古典期後期にはマーサルはカラクムルに従属していたが、695年にティカルがカラクムルを破ってからはティカルに従属するようになった。これらの歴史はナーチトゥンと平行している。

## 調査
ナーチトゥンは1922年にシルヴェイナス・モーリーによって発見されたが、辺境すぎるために20世紀にはごくわずかな調査しか行われなかった。
1970年代にEric von Euwが『マヤ神聖文字碑文集成』の作業のために訪れた。1990年代にはニコライ・グルーベが訪れて石碑を記録した。
2002年以降、カルガリー大学のキャスリン・リーズ＝テイラーらによる調査が行われている。